# Henry Herbert Collier

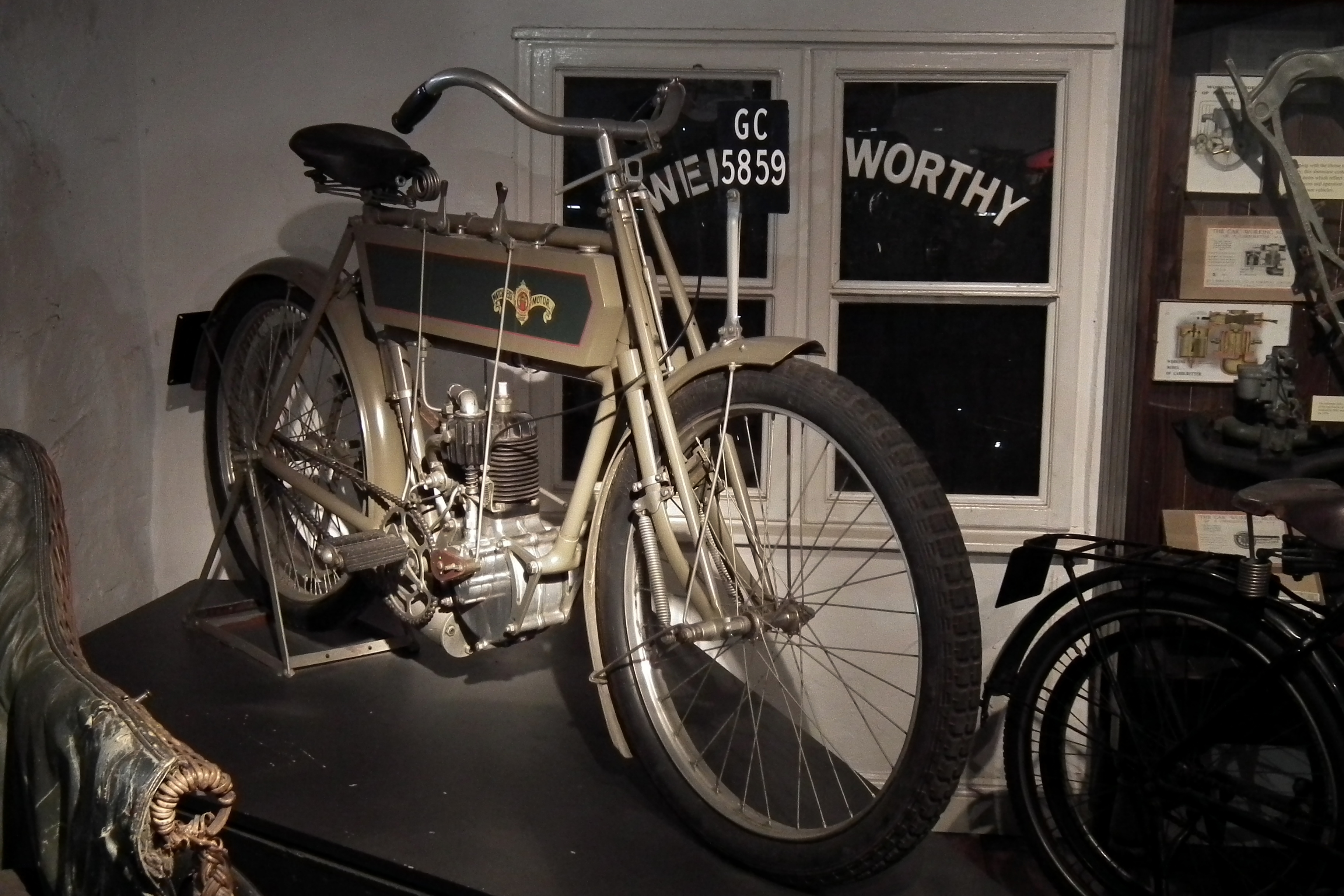
Matchless 2½ HP uit 1905

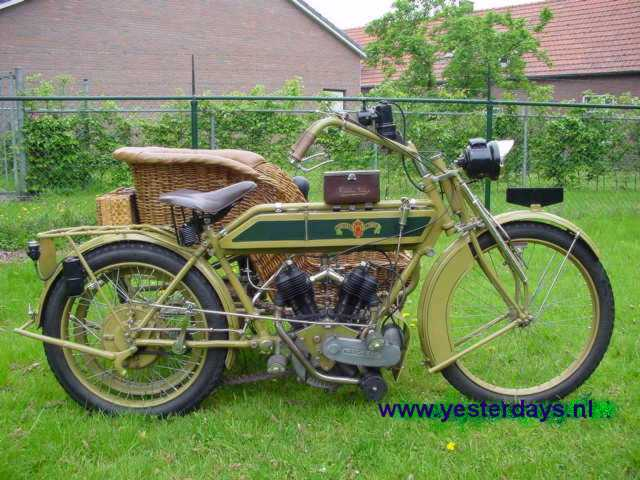
Matchless-JAP Model 7 8 HP Twin uit 1912

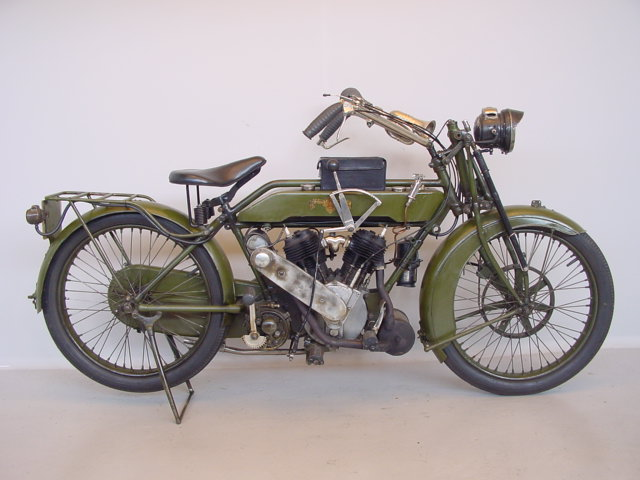
Matchless-JAP 1.000cc-War Model uit 1918

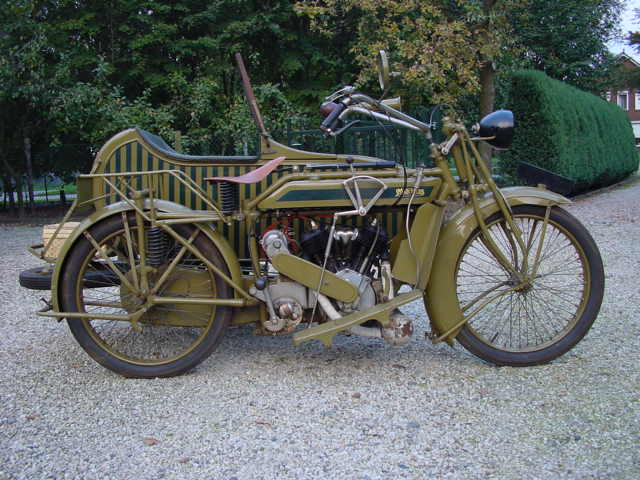
Matchless-JAP Model H uit 1919

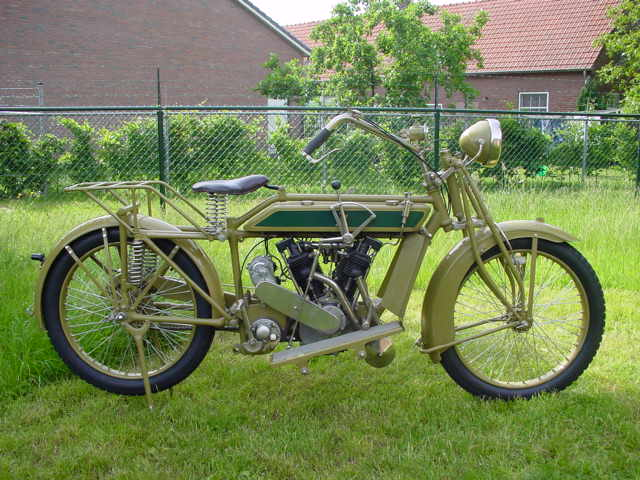
Matchless-MAG Model H uit 1921

Henry Herbert Collier (Birkenhead, 1859 - Plumstead, 15 september 1925) was een Brits ondernemer en constructeur van fietsen en motorfietsen. Samen met zijn zoons Harry (1884-1944) en Charles (1885-1954) leidde hij H. Collier & Sons, het bedrijf dat bekend werd als Matchless Motor Cycle Company.

## Privéleven
Henry Herbert Collier trouwde op 6 augustus 1882 met Louisa Harriet Ilsley (Lambeth, 30 juli 1864 - Plumstead, 18 september 1914). Ze kregen zes kinderen: Henry Albert ("Harry"), (Plumstead, 10 maart 1884 - Woolwich, 17 mei 1944), Charles Richard ("Charlie"), Plumstead, juni 1885 - Woolwich, september 1954), Gertrude Harriett (Plumstead, 27 augustus 1886 - Hove, 30 mei 1968), Louisa Alice (Plumstead, maart 1888 - Woolwich, 9 januari 1915), Grace Kathleen (Plumstead, 15 september 1890 - Clacton-on-Sea, 22 mei 1984) en Herbert William ("Bert"), Plumstead 6 september 1907 - Tonbridge, 31 oktober 1942).

## H. Collier & Sons
Henry Collier begon in 1878 met de productie van Matchless-fietsen aan Herbert Road in Plumstead. Aan het begin van de 20e eeuw begonnen ook Britse fietsfabrikanten te experimenteren met clip-on motoren van het Europese Vasteland (van Britse motoren was in die tijd nog nauwelijks sprake. De ontwikkeling was te zeer geremd door de zeer lage maximumsnelheiden die de wet voorschreef. De Red Flag Act van 1865 schreef maximaal 6 km/uur voor en bij de Locomotives on Highways Act van 1896 werd de maximumsnelheid 22 km/uur. Die werd in 1903 verhoogd tot 32 km/uur). Henry Collier gebruikte daarvoor motorblokken van De Dion uit het Franse Puteaux, die al vanaf 1883 stoom- en benzinemotoren maakte. Deze motor werd eerst boven het voorwiel geplaatst, daarna onder de voorste framebuis en pas daarna op modernere plaats bij de trapperas. In 1903 gebruikte Collier als een van de eersten en passagierszadel en in 1905 al kettingaandrijving. In 1902 werden ook al Britse MMC-motoren gebruikt, die feitelijk kopieën van Daimler waren. 

### Promotie via de sport
Al in 1902 won de zeventienjarige Charlie Collier met een Matchless-MMC bijna een race op het velodroom van Canning Town. Hij leidde de race tot hij in de laatste ronde viel. 
In 1905 kwalificeerden beide broers zich met Matchless-motorfietsen op de Highroads Course op het eiland Man voor de Trophée International die gehouden werd in Frankrijk. Daar werd de hand gelicht met de eigen reglementen en dat gebeurde in 1906 in Oostenrijk opnieuw. Teleurgesteld reisde men naar huis. De broers verkeerden in de trein van Patzau naar de haven van Calais in gezelschap van Freddie Straight (secretaris van de Auto-Cycle Club) en markies Joseph de Mouzilly Saint-Mars (voorzitter van de Fédération Internationale des Clubs Motocyclistes). Het viertal mijmerde over de organisatie van een eerlijk evenement op Britse bodem, een onmogelijkheid omdat de verkeerswetgeving geen uitzonderingen maakte voor wedstrijden. 

#### Isle of Man TT
Het eiland Man was echter een uitzondering. Daar had George Somerset, 3rd baron Raglan, de gouverneur van het eiland, een grote mate van autonomie en hij zag mogelijkheden in het organiseren van een wedstrijd op Man, met name ten voordele van de plaatselijke middenstand. Hij gaf al eerder toestemming voor de eerste wedstrijd voor auto's, de Gordon Bennett Eliminating Trial in 1904, die werd gevolgd door de Gordon Bennett Tourist Trophy car races in 1905 en de kwalificatierace voor de Trophée International in 1905. Afspraken werden snel gemaakt en de TT van Man van 1907 werd georganiseerd door de Auto-Cycle Union in samenwerking met de Tynwald (het gouvernement van Man), met als hoofdprijs de "Mouzilly St. Mars Trophy". Er waren twee klassen: de Single Cylinder TT voor eencilinders en de Twin Cylinder TT voor tweecilinders. Charlie won met een Matchless-JAP de Single Cylinder TT, waarin Harry de snelste ronde reed maar uitviel. De race werd toen nog gereden op de korte St John's Short Course aan de westkust van het eiland, om de heuvels aan de oostkant (langs de berg Snaefell) te vermijden. De motorfietsen zonder versnellingen konden die heuvels niet nemen, maar in de Short Course zat ook een klimmetje, Creg Willey's Hill tussen Ballacraine en Kirk Michael. Daar had de Matchless het voordeel van de aanwezigheid van pedalen, waardoor Charlie en Harry heuvelop konden meetrappen. Dat was al een goede reclame voor Matchless, maar het protest dat Triumph indiende hielp zelfs nog mee. Triumphs hadden geen pedalen en dat vond het bedrijf oneerlijk, maar voor de aspirant-kopers was het een aanmoediging om voor een Matchless te kiezen. Het protest had wel effect: in 1908 werden pedalen verboden en toen won Triumph-rijder Jack Marhall voor Charlie Collier. In 1909 werden beide klassen samengevoegd in één race, de 500 Single & 750 Twin TT, die werd gewonnen door Harry Collier, die ook de eerste ronde boven 50 mijl per uur reed. In 1910 was het succes voor Matchless compleet toen Charlie de race won en Harry tweede werd. Charlie reed het eerste racegemiddelde boven 50 mijl per uur.
In 1911 veranderde er veel. De Auto-Cycle Union vond dat de motorfietsen nu ver genoeg doorontwikkeld waren met koppelingen en versnellingsbakken of versnellingsnaven om de berg Snaefell te bedwingen. De oude, 80 km lange Highroads Course werd ingekort tot de 60 km-lange Snaefell Mountain Course en het onderscheid tussen één- en tweecilinders werd minder belangrijk. Men voerde de Junior TT voor eencilinders tot 300 cc en tweecilinders tot 340 cc en de Senior TT voor eencilinders tot 500 cc en tweecilinders tot 585 cc in. Charlie leek in de Senior TT tweede te worden, toen hij eerst de Amerikaan Jake DeRosier (Indian) afschudde en daarna met Oliver Godfrey (Indian) in gevecht ging. Charlie tankte echter buiten een van de twee daarvoor ingerichte depots, finishte als tweede maar werd gediskwalificeerd. Harry werd vierde, maar Indian had met de eerste drie plaatsen bewezen dat een echte versnellingsbak de voorkeur verdiende boven de naarversnelling die Matchless toepaste. In 1912 werden Harry en Charlie derde en vierde in de Senior TT, maar in 1913 en 1914 vielen ze allebei uit. 

## Eerste Wereldoorlog
Tijdens de Eerste Wereldoorlog kregen enkele Britse fabrikanten opdrachten om motorfietsen te produceren voor de Britse, Franse, Belgische en Russische legers, maar Matchless was daar niet bij. Zelfs de productie van civiele motorfietsen moest wijken voor die van munitie en vliegtuigonderdelen.
Vanzelfsprekend bood de oorlogstijd voor de broers de kans om te groeien in de leiding van het bedrijf van hun vader. Geracet werd er niet meer en toen dat in 1920 weer gebeurde was Henry Collier 61 jaar oud en Charlie en Harry waren halverwege de dertig. Het bedrijf maakte sinds 1912 eigen motorblokken en in 1919 ontwikkelde men eerst een V-twin voor een zijspantrekker. Vanaf 1923 werden ook Matchless-eencilinders geproduceerd. 

## Overlijden
Toen Henry Herbert Collier in 1925 overleed waren zijn zoons Charlie, Harry en de jonge Bert (1907-1942) klaar om zowel de ontwikkeling van de motorfietsen als de leiding van het bedrijf over te nemen. 
Het zou zelfs nog groter worden toen ze het bedrijf door de Grote Depressie loodsten, een nieuwe fabriek aan Plumstead Road betrokken en in 1931 AJS en in 1937 Sunbeam overnamen en met Associated Motor Cycles het grootste Britse motorfietsconcern vormden. 